# 미야하라역
미야하라역(일본어: 宮原駅, みやはらえき)은 일본 사이타마현 사이타마시에 있는, 동일본 여객철도의 철도역이다. 다카사키 선의 역이며, 신주쿠, 요코하마 방면으로 가는 쇼난신주쿠 라인 열차들도 이용할 수 있다.

## 역 구조
섬식 2면 4선 구조의 지상역으로, 선상역사를 운영하고 있다. 초록 창구가 있으며, 자동 개찰기에서 스이카 및 제휴 교통카드의 사용이 가능하다.

### 승강장
| 1 | ■ 타카사키 선 (우에노도쿄라인・도카이도 선 직결) | 오오미야·우라와·아카바네·우에노·도쿄·시나가와·요코하마 방면                     |
| 1 | ■쇼난신주쿠 라인（도카이도 선 직결）             | 오오미야 · 이케부쿠로・신주쿠・요코하마・오오후나・히라츠카・오다와라 방면      |
| 2 | ■ 타카사키 선 (우에노도쿄라인・도카이도 선 직결) | 오오미야 · 우라와 · 아카바네 · 우에노 · 도쿄 · 시나가와 · 요코하마 방면         |
| 2 | ■쇼난 신주쿠 라인（도카이도 선 직결）            | 오오미야 · 이케부쿠로 · 신주쿠 · 요코하마 · 오오후나 · 히라츠카 · 오다와라 방면 |
| 3 | ■ 타카사키 선                                    | 쿠마가야・타카사키・마에바시 방면                                               |
| 4 | ■ 타카사키 선                                    | 쿠마가야 · 타카사키 · 마에바시 방면                                             |

## 역세권 정보
- 사이타마 신도시 교통 이나 선 (뉴셔틀) 히가시미야하라 역
- 사이타마시 키타 구청사 미야하라 지소
- 국도 제17호선
- 오미야미야하라우체국
- 구 나카센도
- 세이가쿠인대학

## 역사
- 1908년 5월 1일 - 일본국유철도가 지금의 미야하라 역 자리에 카모노미야 신호소를 세웠다.
- 1922년 4월 1일 - 신호장으로 승격했다.
- 1947년 1월 22일 - 일본국유철도가 신호장을 폐지했다.
- 1948년 7월 15일 - 옛 신호장 터에 미야하라 역이 문을 열었다.
- 1987년 4월 1일 - 민영화에 따라 동일본 여객철도의 소속이 되었다.
- 2001년 11월 18일 - 스이카의 사용이 가능해졌다.

## 인접역
| 동일본 여객철도 타카사키 선 | 동일본 여객철도 타카사키 선 | 동일본 여객철도 타카사키 선 |
| --------------------------- | --------------------------- | --------------------------- |
| 오오미야 오다와라 방면      | ■ 쇼난신주쿠 라인 쾌속      | 아게오 다카사키 방면        |
| 오오미야 우에노 방면        | ■ 보통                      | 아게오 다카사키 방면        |